# Rumäniendeutsche
Rumäniendeutsche (rumänisch germani-români oder germani din România, ungarisch Romániai németek) ist eine Sammelbezeichnung für die traditionellen, regional weitgehend getrennt lebenden deutschsprachigen Minderheiten in Rumänien. Diese Gruppe erhielt in Rumänien nach dem Ersten Weltkrieg zahlenmäßig Bedeutung, da die Gebiete mit hohem deutschsprachigem Bevölkerungsanteil wie das Banat und Siebenbürgen erst durch den Vertrag von Trianon und nach dem Ungarisch-Rumänischen Krieg Teil Rumäniens wurden. Umsiedlung und Flucht am Ende des Zweiten Weltkriegs, die Emigration aufgrund der Unterdrückung während der Zeit des Kommunismus sowie die Massenauswanderung nach der Rumänischen Revolution 1989 reduzierten die Zahl der Deutschen in Rumänien stark. Von ehemals etwa 800.000 Rumäniendeutschen lebten gemäß dem Zensus von 2011 noch etwa 36.000 und nach der Erhebung von 2022 noch etwa 22.000 Rumäniendeutsche im Land.

## Zusammensetzung
| Volksgruppe              | 1930    | 1977    | 2002   |
| ------------------------ | ------- | ------- | ------ |
| Banater Schwaben         | 275.369 | 138.000 | 19.000 |
| Siebenbürger Sachsen     | 237.416 | 170.000 | 18.000 |
| Bessarabiendeutsche      | 81.089  | —       | —      |
| Bukowinadeutsche         | 75.533  | 2.265   | 1.773  |
| Banater Berglanddeutsche | 37.000  | 22.000  | 6.000  |
| Sathmarer Schwaben       | 31.067  | 8.000   | 6.000  |
| Dobrudschadeutsche       | 12.581  | 648     | 398    |
| Landler                  | 6.000   | 4.000   | 250    |

Die deutschsprachige Bevölkerung setzt sich zusammen aus den:
- Banater Berglanddeutschen
- Banater Schwaben
- Bessarabiendeutschen (von 1918 bis 1940)
- Bukowinadeutschen
- Dobrudschadeutschen
- Landler
- Regatsdeutschen
- Sathmarer Schwaben
- Siebenbürger Sachsen
- Zipser

Die Untergruppen der Rumäniendeutschen weisen hinsichtlich Herkunft, regionaler Geschichte, sozialer Struktur und Konfessionszugehörigkeit große Unterschiede auf.

## Geschichte

### Ursprünge

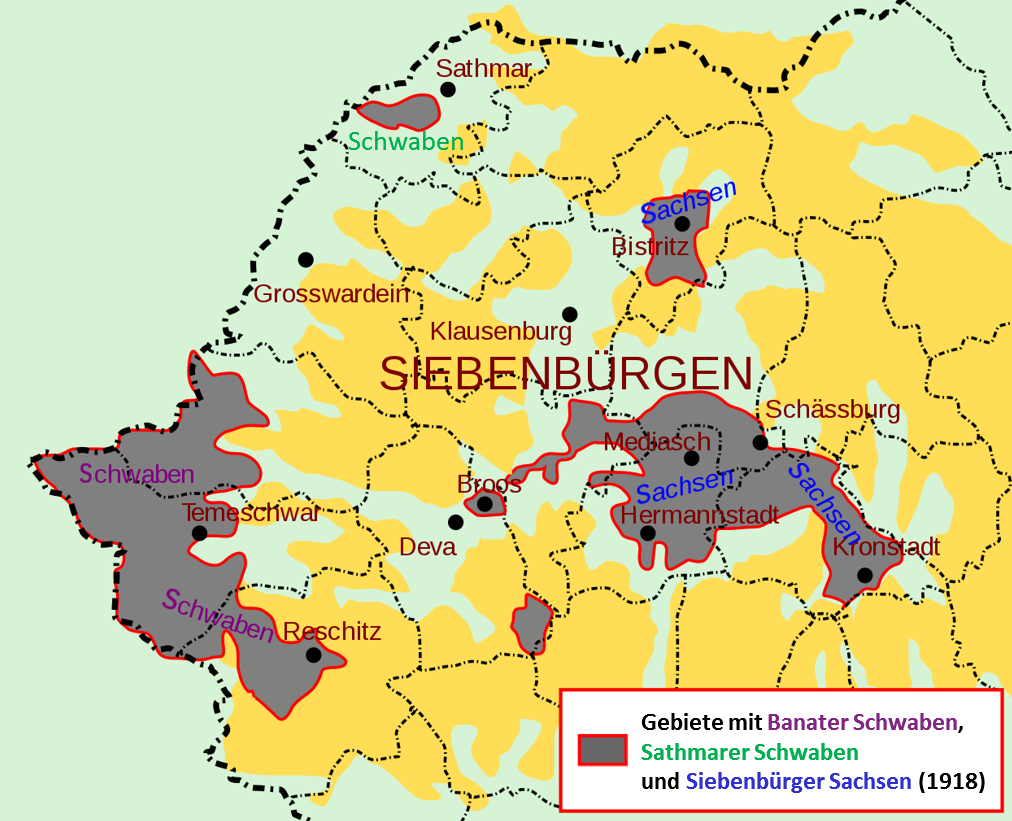
Siedlungsgebiete der Deutschen in Siebenbürgen und Banat (Stand 1918)

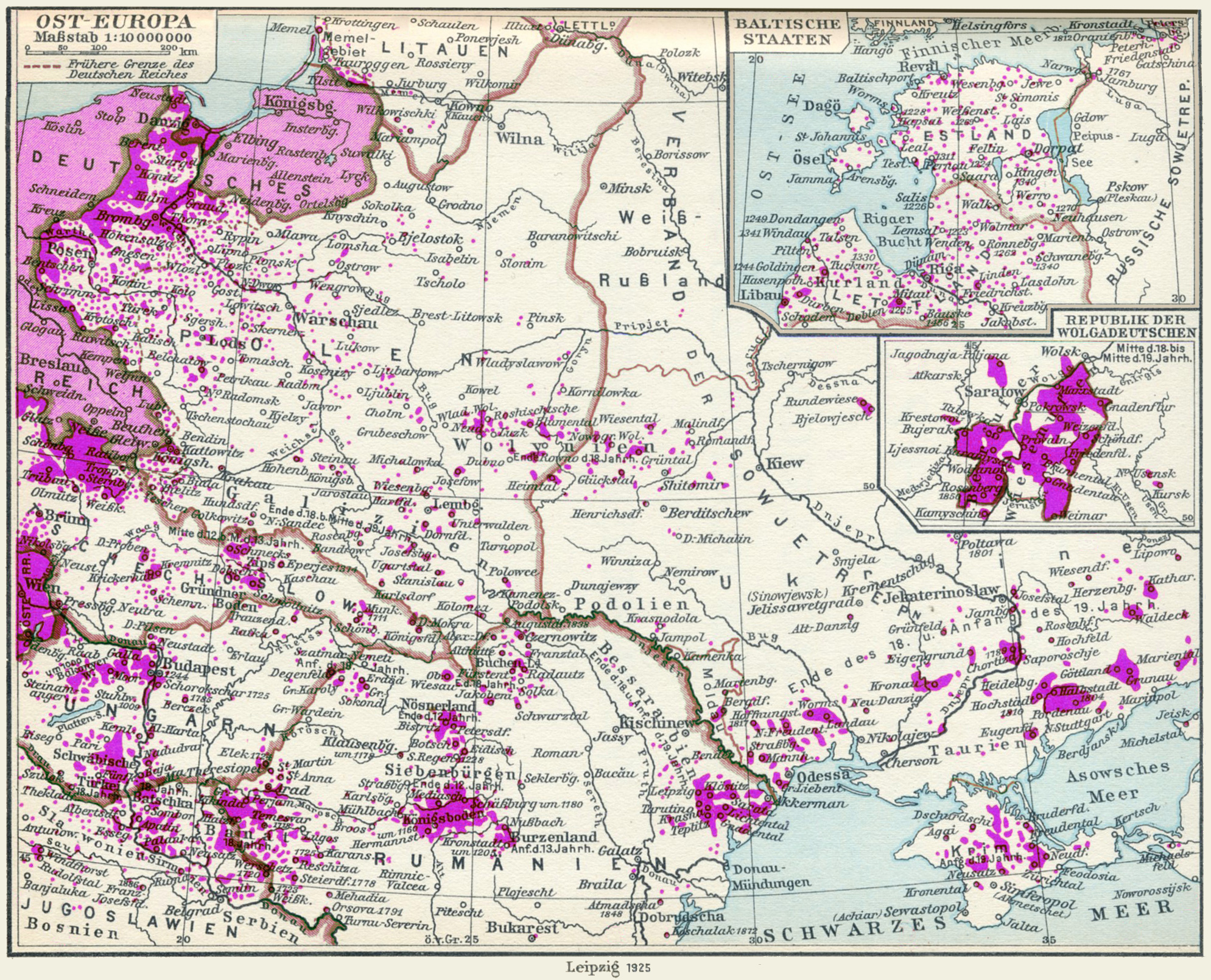
Karte mit den deutschen Gruppen im Königreich Rumänien der Zwischenkriegszeit (1925).

Die wichtigsten Volksgruppen innerhalb der Rumäniendeutschen sind die Siebenbürger Sachsen und die Banater Schwaben, letztgenannte aus der übergeordneten Volksgruppe der Donauschwaben.

Die Siebenbürger Sachsen siedelten sich im 12. Jahrhundert unter dem ungarischen König Géza II. in Siebenbürgen an. Die Herkunftsgebiete der Kolonisten lagen größtenteils im heutigen Luxemburg, Lothringen, dem Elsass und den Gebieten der damaligen Bistümer Köln, Trier und Lüttich (heute also zwischen Flandern, Wallonien, Luxemburg, Westerwald und Hunsrück bis hinein ins Westfälische). Die Siebenbürger Sachsen sind seit der Reformation durch Johannes Honterus überwiegend evangelisch. 
Die Banater Schwaben siedelten sich im 17. bis zur zweiten Hälfte des 19. Jahrhunderts im Laufe der vom Haus Habsburg organisierten Ansiedlung Schwabenzüge in den Ländern der Stephanskrone an, besonders in der Pannonischen Tiefebene entlang des Mittellaufs der Donau. Ihre Ursprünge lagen größtenteils in Lothringen, im Elsass, in der Pfalz, in Rhein- und Mainfranken, aber auch in Schwaben, Franken, Bayern und Hessen. Böhmen und Innerösterreich sowie die Österreichischen Niederlande (heute: Luxemburg und Belgien) hatten zeitweise einen größeren Anteil. Die Siedler waren vorwiegend katholischen Glaubens.

### Folgen des Ersten Weltkriegs
Nach dem Ersten Weltkrieg wurden die Grenzen Südosteuropas neu geordnet. Rumänien erhielt von Österreich das ehemalige Kronland Bukowina, von Ungarn das heutige Siebenbürgen und das östliche Banat sowie von Bulgarien die Dobrudscha. Außerdem besetzten rumänische Truppen das davor russische Bessarabien. Nach der ersten amtlichen Volkszählung von 1930 lebten etwa 9,25 Millionen Menschen in diesen neu erworbenen Gebieten, die eine ethnisch stark gemischte Bevölkerung aufwiesen. Nur etwas mehr als die Hälfte waren Rumänen; die deutsche Minderheit stellte mit 760.000 Personen nach der ungarischen die zweitstärkste nicht-rumänische Gruppe.

### Die Volksgruppe im Zweiten Weltkrieg

Anteil der Deutschen im Königreich Rumänien (nach dem Zweiten Wiener Schiedsspruch, einschließlich das Gouvernement Transnistrien) im Jahr 1941, rot dargestellt.

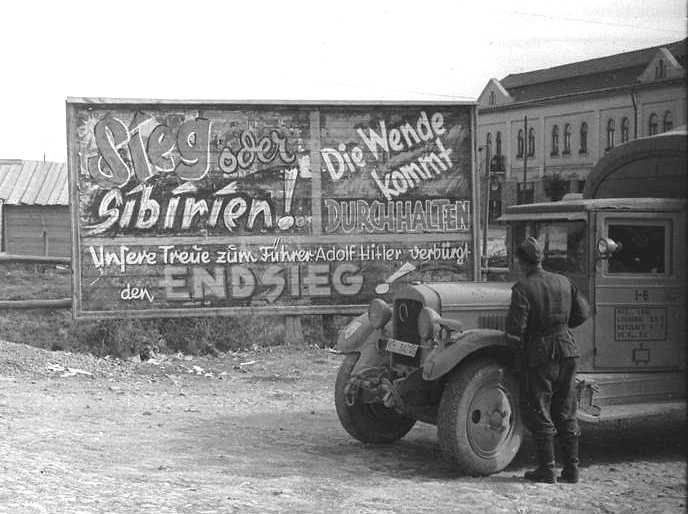
Plakatwand mit Durchhalteparolen in Nordsiebenbürgen, August 1944

1940 kam durch den Zweiten Wiener Schiedsspruch ein Teil der Rumäniendeutschen zu Ungarn. Rumänien musste auf mehrere, erst 1918 erworbene Gebiete zugunsten Ungarns, Bulgariens und der Sowjetunion verzichten.
Die Dobrudscha-, Bessarabien- und Bukowinadeutschen wurden in das Deutsche Reich umgesiedelt, nachdem dieses mit den rumänischen, bulgarischen und sowjetischen Regierungen entsprechende Vereinbarungen geschlossen hatte. Danach lebten noch etwa 550.000 Deutsche in Rumänien. Die Banater Schwaben bildeten mit etwa 320.000 die größte Gruppe, Siebenbürger Sachsen mit etwa 200.000 die zweitgrößte. Kurz danach erließ die rumänische Regierung auf Druck des Deutschen Reiches ein Minderheitenstatut für die verbliebenen Rumäniendeutschen. Ein Volksgruppengesetz räumte ihnen den Status einer Körperschaft des öffentlichen Rechts ein, und die im November 1940 gegründete „NSDAP der deutschen Volksgruppe in Rumänien“ wurde zum „nationalen Willensträger“ der Rumäniendeutschen erklärt.
Nahezu 64.000 Rumäniendeutsche traten als überwiegend Freiwillige in die Waffen-SS ein, davon 50.000 nach 1943. Sie dienten unter anderem in der 7. SS-Freiwilligen-Gebirgs-Division „Prinz Eugen“, mindestens 2000 auch in Konzentrationslager-Wachmannschaften. Die Gefallenenquote der Rumäniendeutschen war mit 27,5 Prozent nicht höher als etwa in der Wehrmacht.
Nach dem Seitenwechsel Rumäniens und der Kriegserklärung an Deutschland am 23. August 1944 flohen viele Deutsche aus Nordsiebenbürgen und dem Banat nach Westen, vor allem nach Österreich und Deutschland.

### Nach 1945

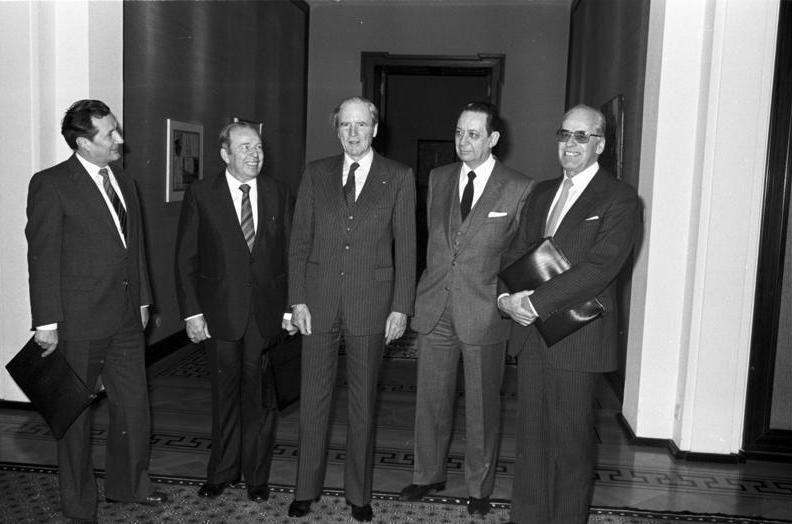
Bundespräsident Karl Carstens empfängt Landsmannschaften der Siebenbürger Sachsen und Banater Schwaben am 11. Februar 1981 in Bonn, Aufnahme aus dem Bundesarchiv

Bei der ersten Volkszählung nach dem Zweiten Weltkrieg Ende Januar 1948 wurden in Rumänien rund 345.000 Menschen deutscher Volkszugehörigkeit registriert. Als vorgebliche „Kollaborateure Hitlers“ („Hitleristen“) wurde die Volksgruppe für mehrere Jahre kollektiv entrechtet und der Willkür staatlicher Stellen ausgesetzt. Hierzu gehören die Verschleppung in die Sowjetunion, bei der vom Januar 1945 bis zum Dezember 1949 zwischen 70.000 und 80.000 Rumäniendeutsche als Reparation für die Zerstörungen des Zweiten Weltkriegs in der Sowjetunion zu Zwangsarbeiten überwiegend in Bergwerke und die Schwerindustrie in der Ukraine, aber auch in den Kaukasus verbracht wurden; sowie die Deportation in die Bărăgan-Steppe im Juni 1951, von der etwa 40.000 Menschen, davon etwa ein Viertel Banater Schwaben, betroffen waren.
Das Bodenreformgesetz Nr. 187 vom 23. März 1945 regelte die Enteignung in Rumänien 1945, wodurch die Rumäniendeutschen ihren Feldbesitz, ihre Häuser, das Großvieh und alle landwirtschaftlichen Maschinen und Geräte verloren. Etwa 75 Prozent der rumäniendeutschen Bevölkerung lebte in ländlichen Gebieten; enteignet wurden davon rund 95 Prozent. Zusätzlich wurden Großbauern jedweder Ethnie enteignet, deren Landbesitz 50 Hektar überschritt. Ab 1949 betraf die in Phasen bis 1962 durchgeführte Kollektivierung der Landwirtschaft in Rumänien alle Bauern des Landes. Eine Verstaatlichung von Industrie, Handel, Banken und Transportwesens ging ab 11. Juni 1948 einher. Erst der Ministerialbeschluss Nr. 2694 vom 7. Dezember 1955 regelte die Heimkehr der Bărăgan-Deportierten, die in den meisten Fällen ihre Häuser und Gärten, nicht aber ihren Feldbesitz zurückerstattet bekamen.
In der Zeit der Volksrepublik Rumänien (1948–1965) sollte das von 1949 bis 1953 bestehende Deutsche Antifaschistische Komitee die Interessen der deutschen Minderheit vertreten. In der Sozialistischen Republik Rumänien (1965–1989) übernahm der von 1969 bis 1989 bestehende Rat der Werktätigen deutscher Nationalität diese Aufgabe. Trotz der zeitweiligen Lockerung der Repressionen in den 1960er und 1970er Jahren verspürte die überwiegende Mehrheit der Rumäniendeutschen jedoch den Wunsch, das Land permanent zu verlassen, was ihnen zu dieser Zeit nur in seltenen Fällen gelang. Mit dem Freikauf von Rumäniendeutschen durch die deutsche Bundesregierung wurde zwischen 1967 und 1989 die Ausreise von 226.654 Rumäniendeutschen aus Rumänien in die Bundesrepublik Deutschland erwirkt. Die Höhe der Zahlungen für das sogenannte „Kopfgeld“ wurde auf über 1 Milliarde DM geschätzt.

### Nach der Rumänischen Revolution von 1989
| Jahr            | Zahl        |
| --------------- | ----------- |
| 1887            | 50.000      |
| 1899            | 111.744     |
| 1930            | 745.421     |
| 1941 (April)    | 542.325     |
| 1941 (Dezember) | 674,307     |
| 1948            | 343.913     |
| 1956            | 348.708     |
| 1966            | 382.595     |
| 1977            | 359.109     |
| 1989            | ca. 200.000 |
| 1992            | 119.646     |
| 1997            | 80–90.000   |
| 2002            | 59.764      |
| 2013            | ca. 36.000  |
| 2021            | 22.907      |

Innerhalb der ersten sechs Monate nach der Rumänischen Revolution von 1989 verließen 111.150 Deutschstämmige „fluchtartig, in Panik das Land“. Misstrauen und mangelndes Vertrauen in die Rechtslage in Rumänien prägte das Bewusstsein auch jener Rumäniendeutschen, die ihren Ausreisewunsch hinausschieben mussten, trotz der am 21. November 1991 verabschiedeten neuen rumänischen Verfassung, welche die Gleichheit aller Bürger und das Recht der nationalen Minderheiten auf die „Bewahrung, Entwicklung und Äußerung ihrer ethnischen, kulturellen, sprachlichen und religiösen Identität“ versprach.
Die Bundesregierung sah sich ab Mitte des Jahres 1990 gezwungen, eine Reihe gesetzlicher Maßnahmen zu beschließen, mit dem Ziel, die Einreise dieser Personengruppe in die Bundesrepublik zahlenmäßig zu beschränken. Vordringliches Ziel dieser Politik war die Stabilisierung der deutschen Minderheit in Rumänien. Hierzu wurden die diplomatischen Rahmenbedingungen in den bilateralen Beziehungen zwischen beiden Staaten verbessert sowie ein weitverzweigtes Netz vielfältiger materieller Hilfeleistungen eingerichtet. Der am 21. April 1992 unterzeichnete Vertrag über die Freundschaftliche Zusammenarbeit zwischen der Bundesrepublik Deutschland und Rumänien verbesserte die rechtlichen, politischen und wirtschaftlichen Bedingungen für das künftige Bestehen der deutschen Minderheit in Rumänien. Allein in den ersten fünf Jahren nach der Wende beliefen sich die von der Bundesregierung geleisteten Hilfen für die deutsche Minderheit in Rumänien auf einen Wert von 122 Millionen DM.
Viele Rumäniendeutsche des heutigen Rumäniens finden durch das Demokratische Forum der Deutschen in Rumänien (FDGR/DFDR) politische Vertretung.
Von Dezember 2014 bis Februar 2025 war mit Klaus Johannis ein Rumäniendeutscher Präsident von Rumänien.

Detaillierter Anteil der ethnischen Deutschen im Königreich Rumänien (die Deutschen sind auf dieser ethnischen Karte gemäß der rumänischen Volkszählung von 1930 rot markiert)
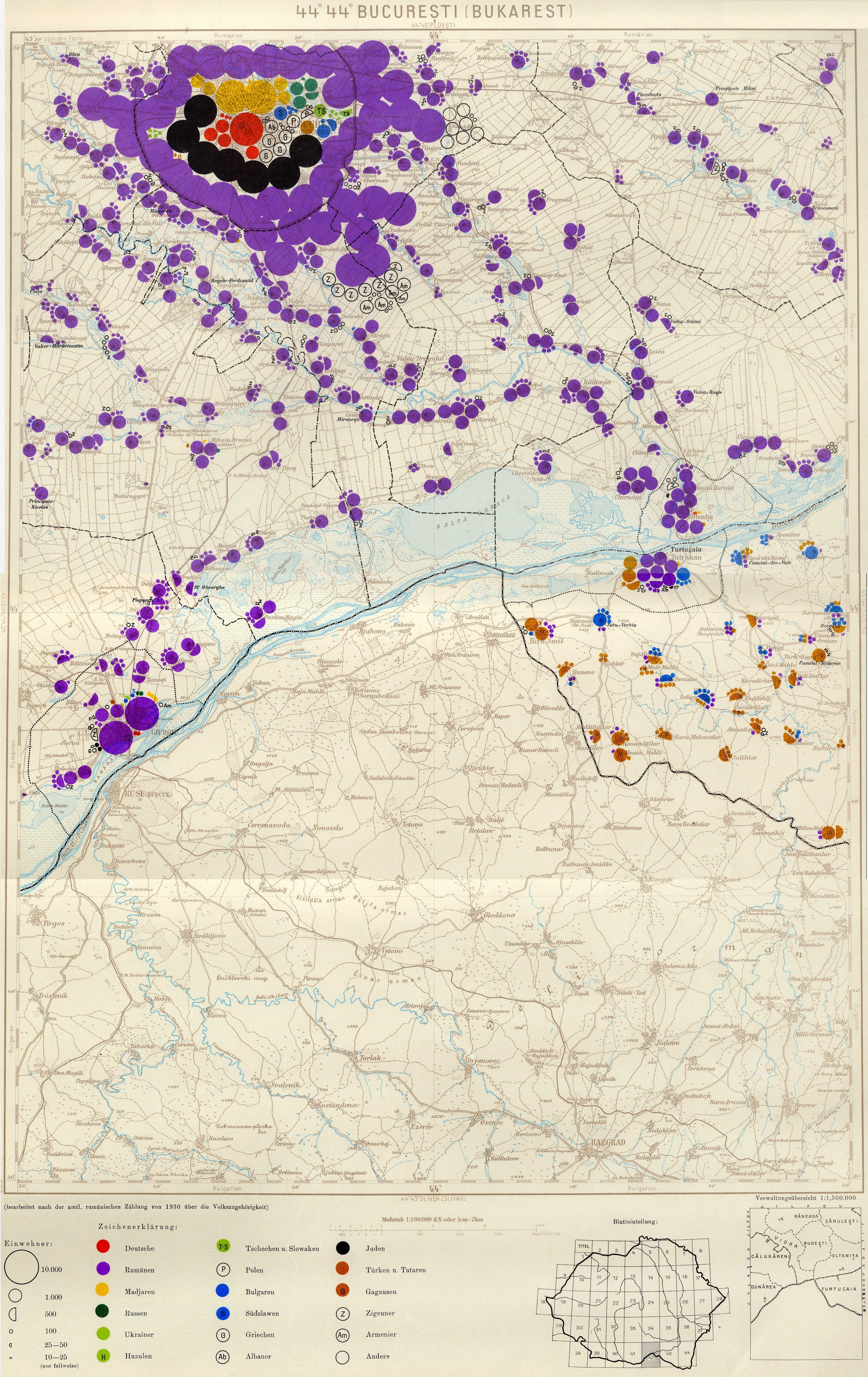
Verteilung der Deutschen in Bukarest, Königreich Rumänien (rot markiert) während der Zwischenkriegszeit (Volkszählung 1930)
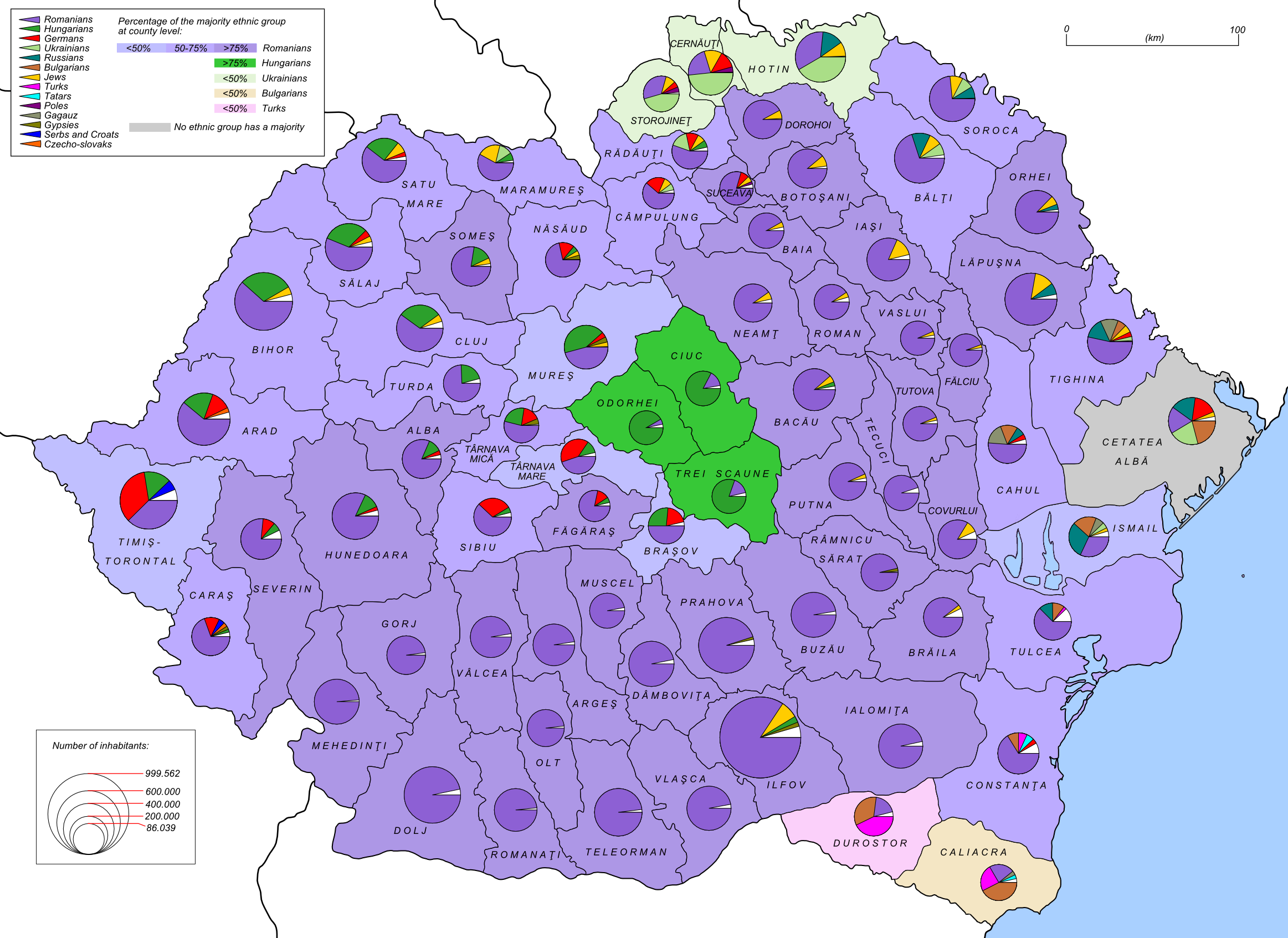
Deutsche in Rumänien (Volkszählung 1930)
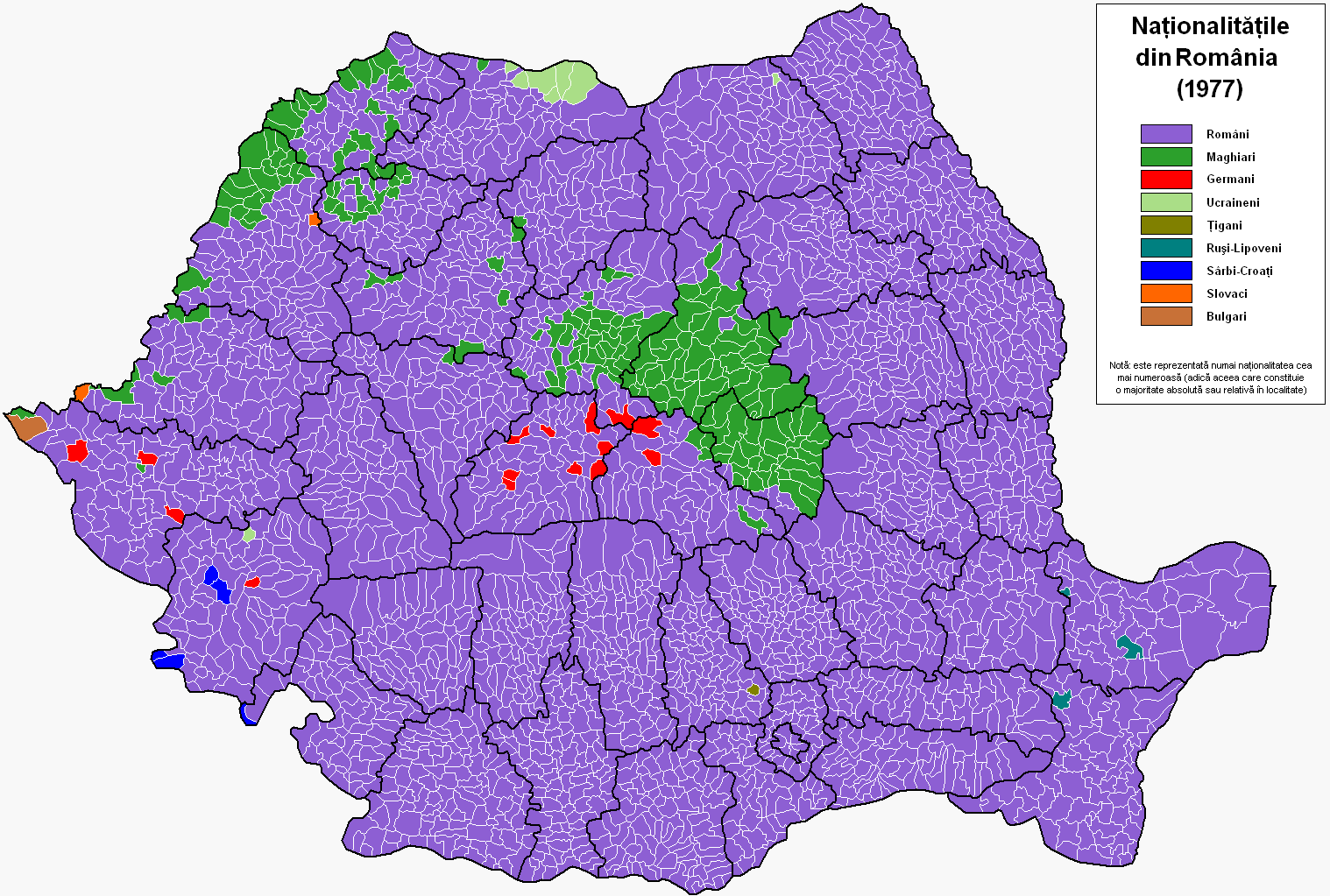
Deutsche in Rumänien (Volkszählung 1977)
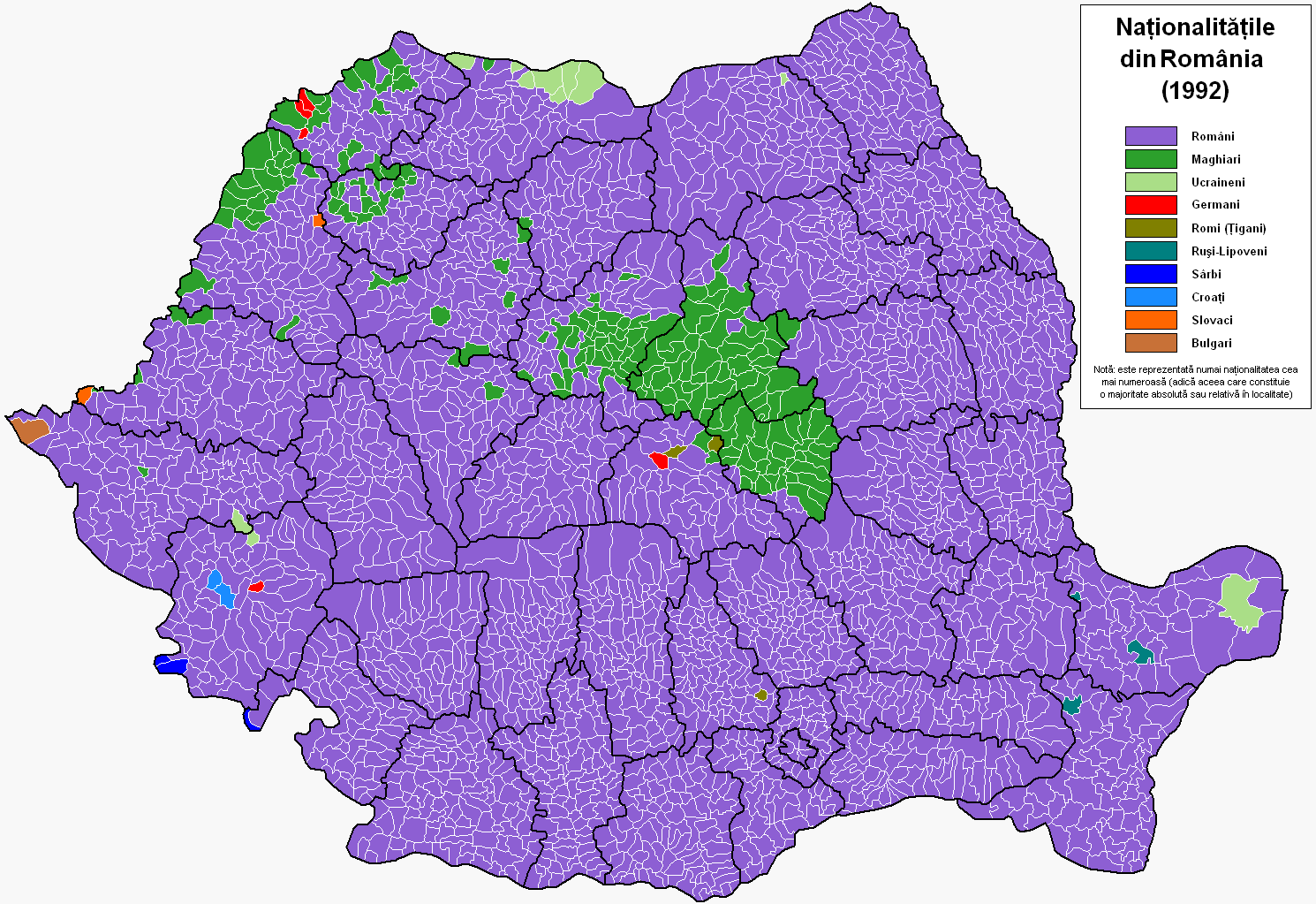
Deutsche in Rumänien (Volkszählung 1992)
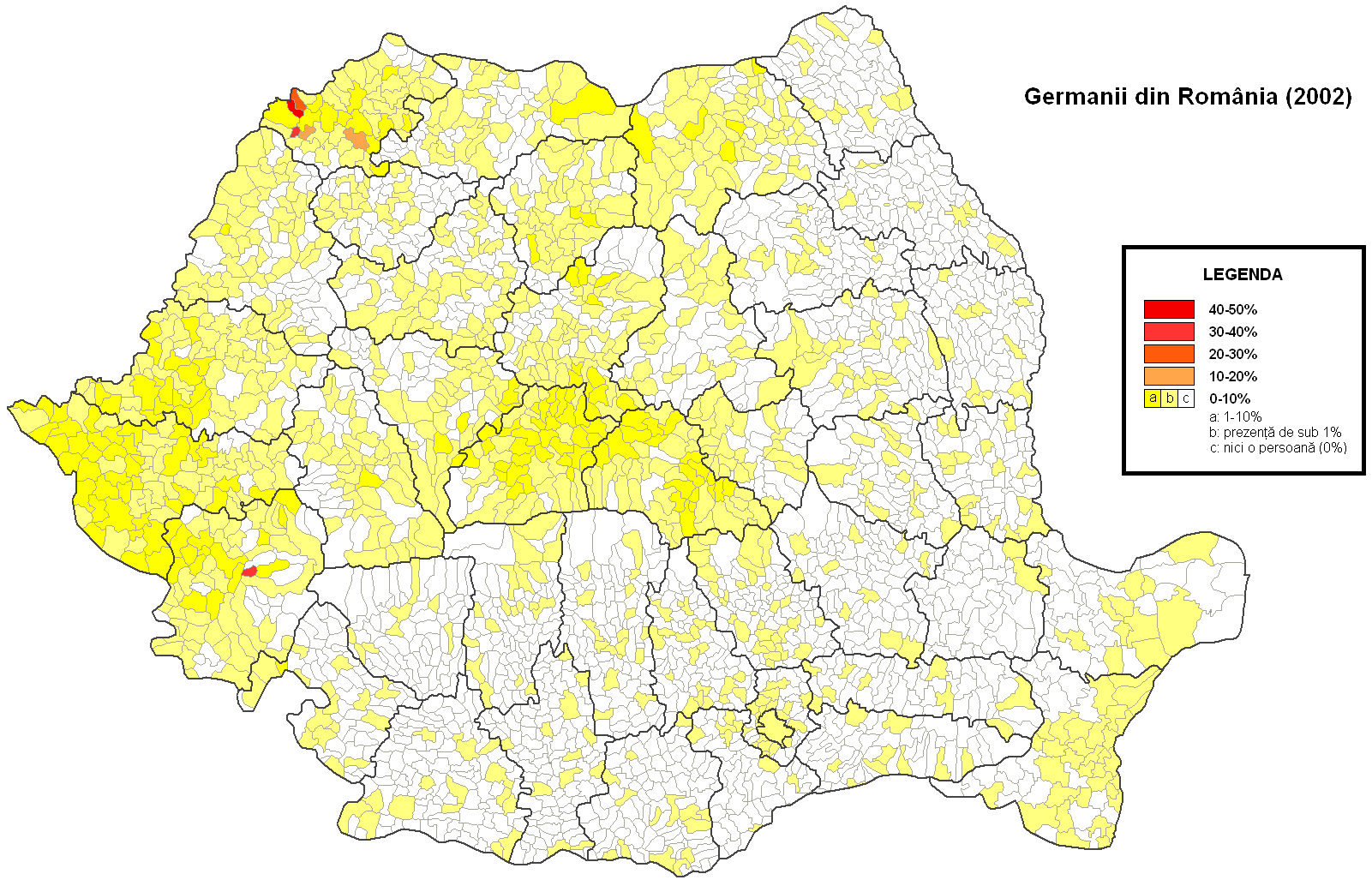
Deutsche in Rumänien (Volkszählung 2002)
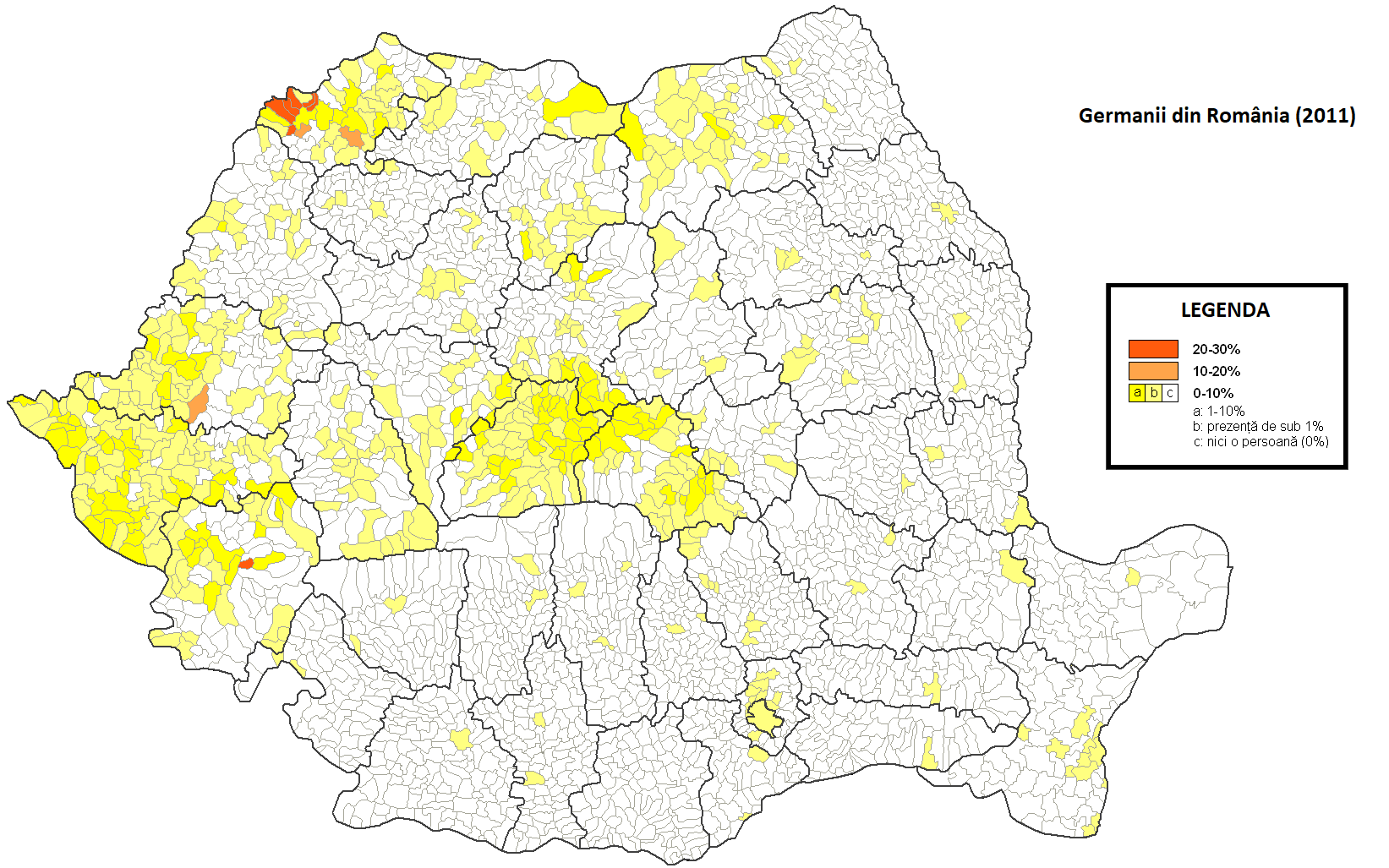
Deutsche in Rumänien (Volkszählung 2011)
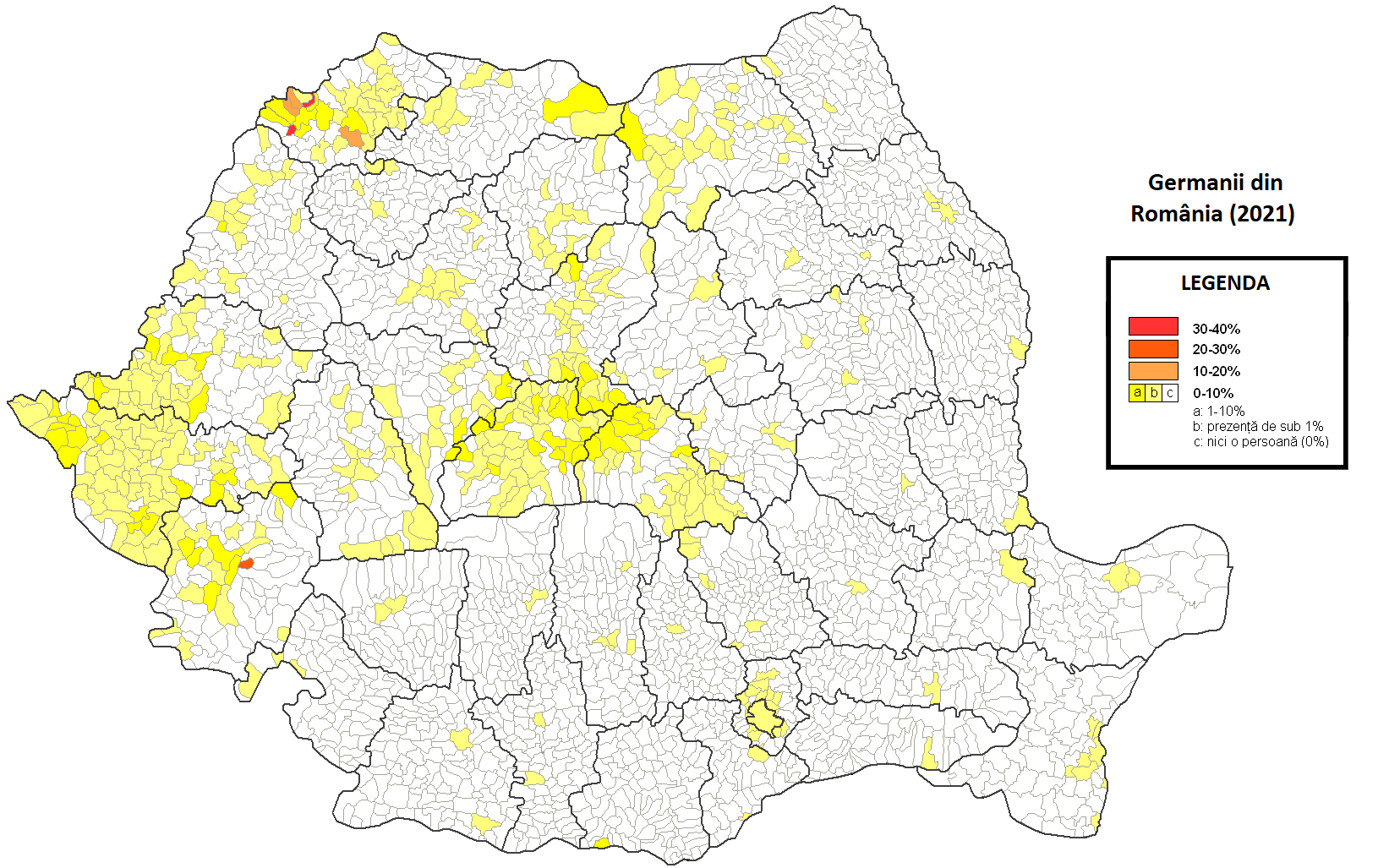
Deutsche in Rumänien (Volkszählung 2021)

## Gemeinden mit größtem Bevölkerungsanteil

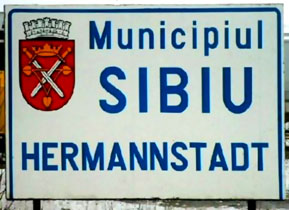
Zweisprachiges Ortsschild in Hermannstadt/Sibiu, Siebenbürgen, Zentralrumänien

In sechs Gemeinden stellen Deutsche einen Anteil von über 10 Prozent (Stand 2021):
| Deutscher Name | Rumänischer Name | Einwohnerzahl | Deutsche | Anteil Deutsche |
| -------------- | ---------------- | ------------- | -------- | --------------- |
| Petrifeld      | Petrești         | 1388          | 549      | 39,55 %         |
| Schönthal      | Urziceni         | 1407          | 215      | 15,28 %         |
| Weidenthal     | Brebu Nou        | 166           | 36       | 21,68 %         |
| Kalmandi       | Cămin            | 1250          | 378      | 30,24 %         |
| Fienen         | Foieni           | 1725          | 212      | 12,29 %         |
| Bildegg        | Beltiug          | 3021          | 422      | 13,97 %         |

## Rumäniendeutsche Medien

Titelkopf der deutschsprachigen Tageszeitung aus Bukarest

Wichtigste Publikationen sind die täglich erscheinende Allgemeine Deutsche Zeitung für Rumänien (ADZ) in Bukarest und die wöchentliche Hermannstädter Zeitung (HZ) in Hermannstadt. Die deutschsprachige Presse im Gebiet des heutigen Rumäniens existiert bereits seit mehreren Jahrhunderten. 1778 wurde im von Deutschen gegründeten Hermannstadt eine erste Zeitschrift für Siebenbürgen aus der Taufe gehoben. Mehrere Lokalstudios von Radio Romania und Televiziunea Română (TVR) produzieren Hörfunk- und TV-Programme für Rumäniendeutsche (z. B. Akzente TV-show). Dazu gehören beispielsweise Radio Neumarkt oder die Fernsehsendung Deutsch um 1 bei TVR 1. In Bukarest werden von Radio Romania deutschsprachige Sendungen fürs Inland und fürs Ausland (Radio Rumänien International) erstellt. Für nach Deutschland ausgewanderte Rumäniendeutsche erscheint in München unter anderem die Siebenbürgische Zeitung als Organ der Landsmannschaft der Siebenbürger Sachsen. Die Banater Post ist die Zeitung der Landsmannschaft der Banater Schwaben.